# HD 82943 c
HD 82943 c ist ein Exoplanet, der den gelben Zwerg HD 82943 alle 439,2 Tage umkreist. Auf Grund seiner hohen Masse wird angenommen, dass es sich um einen Gasplaneten handelt.

## Entdeckung
Der Planet wurde mit Hilfe der Radialgeschwindigkeitsmethode von Michel Mayor et al. im Jahr 2001 entdeckt.

## Umlauf und Masse
Der Planet umkreist seinen Stern in einer Entfernung von ca. 1,19 Astronomischen Einheiten und hat eine Masse von ca. 553,1 Erdmassen bzw. 1,76 Jupitermassen.